# Casa di Borgogna
Con il termine di casa di Borgogna si distinguono diverse dinastie che presero il nome appunto dalla regione della Borgogna. 
Per esemplificare meglio la storia di queste casate, va ricordato che il territorio degli antichi Burgundi e poi del Regno di Borgogna, a partire circa dal X secolo, si era ridotto ormai a due grandi feudi contigui: l'uno era vassallo del Regno di Francia ed era il Ducato di Borgogna, l'altro era invece rimasto vassallo del Sacro Romano Impero ed era una contea, la cosiddetta Franca Contea di Borgogna).
- La più antica di queste casate fu un ramo della dinastia di origine franca degli Anscarici (anche Re d'Italia con Berengario II e Arduino d'Ivrea), che formò e resse la Franca Contea di Borgogna nei secoli X ed XI, finché le loro terre furono portate in eredità dall'imperatrice Beatrice di Borgogna al marito Federico Barbarossa nel 1184. Da un ramo cadetto di questa casata si formò la Casa di Borgogna-Spagna (o Casa Raimonide dal primo sovrano Raimondo di Borgogna) che resse i regni di Galizia, Castiglia e Léon dall'XI secolo al 1389, quando vennero sostituiti da un ramo illegittimo della casata stessa, quello dei Trastámara.
- Un'altra Casa di Borgogna fu la cosiddetta casata maggiore di Borgogna, una dinastia cadetta della casa reale di Francia dei Capetingi, la quale resse il Ducato di Borgogna dal 1032 al 1361, quando il ducato venne annesso ai domini reali francesi con Giovanni II di Francia. A sua volta un ramo cadetto di questa dinastia si insediò in Portogallo dando via alla prima casata reale portoghese, detta appunto Casa di Borgogna-Portogallo o "Casa Alfonsina" (dal nome del primo sovrano) che resse quel regno dal 1139 al 1383.
- Il Ducato di Borgogna nel 1363 venne in seguito dato in appannaggio dal re di Francia Giovanni II al suo figlio quartogenito, Filippo l'Ardito, il quale diede vita ad una nuova grande dinastia ducale, la casata minore di Borgogna, o Casata di Valois-Borgogna, che durò in linea maschile sino al 1477 e che per matrimonio acquisì anche la Franca Contea di Borgogna, riunendo quindi le due parti della Borgogna che per diversi secoli erano rimaste divise.